# Lenco Turntables

Logo

Lenco és una marca d'equips d'àudio i vídeo de propietat holandesa, que forma part de Commaxx International NV i una empresa germana de Trebs BV.
Tanmateix, quan els aficionats a l'àudio es refereixen a Lenco, especialment als giradiscos Lenco, normalment es refereixen a la desapareguda empresa suïssa Lenco AG (d'Oberburg, Burgdorf que es va fundar el 1946), un fabricant de tocadiscos destacat durant els anys 1950-1980.

## Història
Lenco va ser fundada l'any 1946 al Burgdorf suís per la parella Fritz i Marie Laeng. Fascinat per la tecnologia del so, el suís Fritz Laeng va iniciar un negoci elèctric el 1925 i la seva dona, Marie, es va convertir en la força impulsora.[3] La parella va iniciar una petita fàbrica, basada en la producció de plats giratoris. El famós nom Lenco va ser idea de Marie (derivat del cognom de la parella). La fiabilitat dels plats giratoris i l'excel·lent servei tècnic van ser els conceptes clau. Així va començar la reputació de la marca.
L'any 1961 es va fundar una altra fàbrica, a Osimo, la Lenco Italiana. A causa d'alguns problemes de venda, es va haver de reduir la producció. En ser un projecte a llarg termini, Lenco Italiana va fer al principi, principalment motors. Més tard, a la dècada de 1970, la fàbrica italiana va començar a produir plats giratoris i platines de cassets.
La marca Lenco va ser presa l'any 1997 pel grup holandès Lenco STL, ubicat a Venlo. En aquell moment es basaven en productes de baix pressupost, la majoria d'ells fets a Hong Kong.
El 2015, la companyia va ser novament adquirida, aquesta vegada per Commaxx International NV.
L'any 2018, l'empresa produeix ràdio per Internet, ràdios DAB+, reproductors de DVD, televisors i altres equips d'àudio, inclosos els tocadiscos.